# バーデン大管区

バーデン大管区
バーデン＝エルザス大管区
Gau Baden (ドイツ語)
Gau Baden-Elsass (ドイツ語)

国の標語: Ein Volk, ein Reich, ein Führer（ドイツ語）
一つの民族、一つの国家、一人の総統国歌: Das Lied der Deutschen（ドイツ語）
世界に冠たるドイツ
 党歌: Die Fahne hoch（ドイツ語）
旗を高く掲げよ

ナチス・ドイツの地図

【大管区登録番号】 第1番

バーデン大管区（バーデンだいかんく、ドイツ語: Gau Baden）は、国民社会主義ドイツ労働者党（ナチ党）の設置した大管区の一つである。

## 概要
バーデン大管区は、ロベルト・ワーグナーにより1925年に設置された。1927年から大管区紙『指導者』（Der Führer）はフランツ・モララーの下で出版され、1928年からは後に文化大臣となるオットー・ヴァッカーにより出版された。1926年より大管区宣伝指導者のカール・レンツは副大管区指導者となり、1930年の国会選挙に当選した。ヴァインハイムの地区指導者ヴァルター・ケーラーは、1933年のナチ党の権力掌握迄、副大管区指導者となっていた。1934年、ハイデルベルク管区指導者のヘルマン・レーンが大管区幕僚長に就任した。
ワーグナーは1933年3月11日に臨時政府を召集し、バーデン共和国大統領の職を引き継ぎ、5月5日に国家代理官に任命された。ヴァルター・ケーラーは5月6日に首相に就任し、特に経済政策に於て自らの権力を行使した。大管区の領域はバーデン共和国の実際の地域とは全く対応していなかった。
第二次世界大戦勃発後の1940年、ワーグナーは占領下のアルザス地方を含む新しい帝国大管区である「上ライン帝国大管区（Reichsgaus Oberrhein）」の設立を推進したが、これは実現しなかった。しかし、1941年3月22日よりアルザス地方がバーデン大管区と合併し、バーデン＝エルザス大管区（Gau Baden-Elsass）として再編された。1940年5月20日、バーデンに於るシンティ・ロマ人とロマがシュトゥットガルト近郊のホーエナスペルグ集会所に連行され、そこからポーランドに強制移送された。アルザスの占領後、ロベルト・ワーグナーは1940年6月20日にアルザス地方の「アーリア化」を主目的に民政長官に就任し、ケーラーは財政長官を引き継いだ。アーリア化政策により、45,000人の現地人がアルザスから追放された。1940年10月22日から23日、大管区内のユダヤ人が集められ、南フランスのグル強制収容所に移送された。当初は秘匿とされていたこの移送計画は、ヨーゼフ・ビュルケル（ザールプファルツ大管区指導者）とロベルト・ワーグナーによって計画され、親衛隊指導者グスタフ・アドルフ・シェールによってカールスルーエで実行された。1941年11月23日、ストラスブール国立大学が開校し、ナチズムに基づく思想教育が実施された。大管区内には、シルメック＝フォルブルック治安収容所とナッツヴァイラー強制収容所が存在した。
国政本局はシュヴァルツヴァルトのホルンベルク城に置かれ、1940年からはカルスパッハに独自の大管区学校が設立された。市職員向けの研修はアルザスのシェーネック＝トゥルンベルクとイルキルシュ＝グラフェンスタデンで行われた。

## 備考

### 大管区指導者
大管区指導者
- ロベルト・ワーグナー（1925年2月26日-1945年4月末）
- ヴァルター・ケーラー（1932年12月-1933年3月、ワーグナーの帝国大管区異動後に臨時指導者代行)

副大管区指導者
- カール・レンツ（1926-1931年8月）
- ヴァルター・ケーラー（1931年8月-1933年5月）
- 空席（1933年5月-1934年5月）
- ヘルマン・レーン（1934-45年）

### 人事
- 大管区経済顧問及びバーデン経済担当国家委員
  - クレメンス・ケントロップ
- 大管区監督官
  - ロベルト・ロス
- 大管区DAF代表
  - フリッツ・プラットナー（-1938年）
- 大管区弁士及びハイデルベルク大学学長兼文化担当
  - ポール・シュミットナー教授（1940年-）
- NSV局長及びハイデルベルク管区指導者
  - フィリップ・ディンケル
- 大管区党教員連盟総長及びラール地区指導者
  - カール・ゲルトナー
- 大管区党裁判長及びカールスルーエ地区指導者
  - ウィリー・ヴォルチ
- 人種政策局長
  - カール・シュナイダー（1937-40年）

### 組織
- 大管区本部[4]
  - カールスルーエ、リッター通り28番地（1933-1940年）
  - ストラスブール、ピオニエガッセ4番地（1940年8月7日-1945）
- 大管区指導者学校
  - フラウエナルブ
- SA『ジュードヴェスト（南西）』管区集団本部

### 構成管区
- ブルッフザール
- ブーヒェン
- ビュール（英語版）
- ドナウエッシンゲン
- エメンディンゲン（英語版）
- フライブルク・イム・ブライスガウ
- ハイデルベルク
- カールスルーエ
- ケール・アム・ライン
- コンスタンツ
- ラール（英語版）
- レラッハ（英語版）
- マンハイム
- モースバッハ
- ミュールハイム（英語版）
- ティティゼー＝ノイシュタット（英語版）
- オッフェンブルク
- プフォルツハイム
- ラシュタット
- ゼッキンゲン（英語版）
- ジンスハイム
- シュトッカッハ
- ユーバーリンゲン（英語版）
- フィリンゲン（英語版）
- ヴァルツフート（英語版）
- ヴェルトハイム
- ヴォルファッハ（英語版）